# ISFP
ISFP (ang. Introverted Sensing Feeling Perceiving – Introwertyk Percepcjonista Uczuciowiec Obserwator) – skrót stosowany przy jednym z szesnastu typów Myers-Briggs Type Indicator (MBTI) oraz w innych jungowskich testach osobowości.
ISFP to typ introwertywny z przewagą uczuć, doznaniowy, obserwujący.
Osoby o tym typie osobowości cechuje introwersja, kierowanie percepcji i działań na własne myśli, emocje. Podejście uczuciowe nakierowane jest na wnętrze, zaś interpretacja bodźców i wrażeń zmysłowych – na otoczenie. Ludzie o takiej osobowości są obserwatorami, słuchaczami.
Osoby o typie ISFP cechuje serdeczna natura. Są życzliwi, czuli, delikatni. Choć są silnymi „wrażliwcami”, a ich przymiotem jest pewna otwartość, to zarazem cechuje ich pewna skrytość i rezerwa do otoczenia.
ISFP są skromni, dość często ambitni. Preferują samodzielną pracę, najlepiej w samotności – głównie wtedy są najbardziej produktywni. Wykonując pracę samodzielną, są zadowoleni, będąc w pełni odpowiedzialnymi za jej przebieg i efekty.
W codziennych relacjach ISFP mają znaczną tendencję do „stania pośrodku”, gdyż nie chcą być ani najlepszymi, ani najgorszymi w grupie. Jest to powód, dla którego zwykle nie potrafią otwarcie krytykować ludzi ani nie lubią uczestniczyć w sporach. Wręcz przeciwnie – z natury są pokojowi, czasem dyplomatyczni, potrafią unikać i zakańczać konflikty. ISFP dzięki głównym cechom charakteru potrafi prawie bez trudu sprawiać, aby inni stali się szczęśliwi; ma cierpliwość do wad innych, a w każdym nietakcie stara się odnaleźć też dobrą stronę.
Osoby o tym typie starają się cieszyć, na ile to możliwe, i chcą doświadczyć w swoim życiu jak najwięcej. Czas wolny spędzają najchętniej w towarzystwie najlepszych, szczególnie zaufanych przyjaciół lub przy muzyce czy książce. Nie przepadają za spotkaniami towarzyskimi liczącymi nawet nieznacznie większą grupę osób. Zachowanie ISFP może być czasem tak niezależne, że może wprawić w zakłopotanie i zdezorientować innych ludzi.
Praca i obszary, w których ma szansę zrealizować się typ ISFP, to między innymi: artysta (malarz, poeta, muzyk...), psychiatra, psycholog, psychoterapeuta, socjolog, nauczyciel, tłumacz, doradca lub też ratownik.